# Slug (massa)
Slug is een Angelsaksische eenheid voor massa. Het eenheidssymbool is eveneens slug.
1 slug := 1 lbf·s²/ft ≈ 14,5939 kg.
Slug is geen SI-eenheid.